# Mickey Newbury
Mickey Newbury (19. května 1940, Houston, Texas, USA – 29. září 2002) byl americký zpěvák, skladatel a písničkář.
Nahrál přibližně 15 alb, a napsal několik stovek písní, z nichž nejznámější jsou Just Dropped In (první obrovský hit Kenny Rogerse), Funny Familiar Forgotten Feelings (evropský hit Tom Jonese či Sweet Memories, hit pro Andy Williamse a Willie Nelsona. On sám měl jediný velký hit – na přelomu let 1971 a 72 píseň An American Trilogy, kterou vytvořil ze tří amerických tradicionálů. Píseň kromě USA (26. místo) měla úspěch i např. v Austrálii (30. příčka). S písní měl pak úspěch Elvis Presley. V roce 1980 byl uveden do Nashville Songwriters Hall Of Fame. U nás jeho Gone To Alabama nahrál Michal Tučný (Spím v obilí) a If You See Her zase Petr Spálený (Když ji potkáš).

## Diskografie

### Alba
| Rok  | Album                             | Pozice           | Pozice | Vydavatel                            |
| Rok  | Album                             | Top Country Alba | US     | Vydavatel                            |
| ---- | --------------------------------- | ---------------- | ------ | ------------------------------------ |
| 1968 | Harlequin Melodies                | —                | —      | RCA Victor                           |
| 1969 | Looks Like Rain                   | —                | —      | Mercury                              |
| 1971 | 'Frisco Mabel Joy                 | 29               | 58     | Elektra                              |
| 1972 | Sings His Own                     | —                | —      | RCA Victor                           |
| 1973 | Heaven Help The Child             | —                | 173    | Elektra                              |
| 1973 | Live At Montezuma Hall            | —                | —      | Elektra                              |
| 1974 | I Came to Hear the Music          | —                | 209    | Elektra                              |
| 1975 | Lovers                            | —                | 172    | Elektra                              |
| 1977 | Rusty Tracks                      | —                | —      | Hickory                              |
| 1978 | His Eye Is on the Sparrow         | —                | —      | Hickory                              |
| 1979 | The Sailor                        | —                | —      | Hickory                              |
| 1981 | After All These Years             | —                | —      | Mercury                              |
| 1988 | In a New Age                      | —                | —      | Airborne                             |
| 1994 | Nights When I Am Sane             | —                | —      | Winter Harvest                       |
| 1996 | Lulled by the Moonlight           | —                | —      | Mountain Retreat                     |
| 1998 | Live in England                   | —                | —      | Roadhouse                            |
| 1999 | It Might as Well Be the Moon      | —                | —      | Mountain Retreat                     |
| 2000 | Stories from the Silver Moon Cafe | —                | —      | Mountain Retreat                     |
| 2002 | A Long Road Home                  | —                | —      | Mountain Retreat                     |
| 2002 | Winter Winds                      | —                | —      | Mountain Retreat                     |
| 2003 | Blue to This Day                  | —                | —      | Mountain Retreat                     |
| 2011 | An American Trilogy               | —                | —      | Saint Cecilia Knows/Mountain Retreat |

### Single
| Rok  | Singel                                      | Pozice     | Pozice | Pozice      | Pozice | Pozice | Album                     |
| Rok  | Singel                                      | US Country | US     | CAN Country | CAN    | CAN AC | Album                     |
| ---- | ------------------------------------------- | ---------- | ------ | ----------- | ------ | ------ | ------------------------- |
| 1968 | "Weeping Annaleah"                          | —          | —      | —           | —      | —      | Harlequin Melodies        |
| 1968 | "Got Down on Saturday (Sunday in the Rain)" | —          | —      | —           | —      | —      | Sings His Own             |
| 1969 | "Queen"                                     | —          | —      | —           | —      | —      | Sings His Own             |
| 1969 | "San Francisco Mabel Joy"                   | —          | —      | —           | —      | —      | Looks Like Rain           |
| 1970 | "Sad Satin Rhyme"                           | —          | —      | —           | —      | —      | jenom singel              |
| 1972 | "An American Trilogy"                       | —          | 26     | —           | 76     | —      | 'Frisco Mabel Joy         |
| 1972 | "Remember the Good"                         | —          | —      | —           | —      | —      | 'Frisco Mabel Joy         |
| 1973 | "Heaven Help the Child"                     | —          | —      | —           | —      | —      | Heaven Help the Child     |
| 1973 | "Sunshine"                                  | 53         | 87     | 50          | —      | 41     | Heaven Help the Child     |
| 1974 | "If I Could Be"                             | —          | —      | —           | —      | —      | I Came to Hear the Music  |
| 1974 | "Baby's Not Home"                           | —          | —      | —           | —      | —      | I Came to Hear the Music  |
| 1975 | "Lovers"                                    | —          | —      | —           | —      | —      | Lovers                    |
| 1975 | "Sail Away"                                 | —          | —      | —           | —      | —      | Lovers                    |
| 1977 | "Hand Me Another of Those"                  | 94         | —      | —           | —      | —      | Rusty Tracks              |
| 1977 | "Makes Me Wonder If I Ever Said Goodbye"    | —          | —      | —           | —      | —      | Rusty Tracks              |
| 1978 | "Gone to Alabama"                           | 94         | —      | —           | —      | —      | His Eye Is on the Sparrow |
| 1978 | "It Doesn't Matter Anymore"                 | —          | —      | —           | —      | —      | His Eye Is on the Sparrow |
| 1979 | "Looking for the Sunshine"                  | 82         | —      | —           | —      | —      | Sailor                    |
| 1979 | "Blue Sky Shinin'"                          | 81         | —      | —           | —      | —      | Sailor                    |
| 1980 | "America the Beautiful"                     | 82         | —      | —           | —      | —      | jenom singel              |
| 1981 | "Country Boy Saturday Night"                | —          | —      | —           | —      | —      | After All These Years     |
| 1988 | "An American Trilogy"                       | 93         | —      | —           | —      | —      | In a New Age              |